# حصار (ديباج)
حصار (بالفارسية: حصار) هي قرية تقع في إيران في خراسان رضوي. يقدر عدد سكانها بـ 286 نسمة .